# King's Cross St. Pancras Station
King's Cross St. Pancras Station er en London Underground-station i Camden-bydelen, der betjener både King's Cross og St Pancras fjerntogsstationer. Den er i takstzone 1. Det er den tredje travleste station i systemet efter Waterloo og Victoria og betjener flere baner end nogen anden.

## Skiftemuligheder
King's Cross St. Pancras er den største skiftestation i London Underground-netværket, med seks linjer på fire sæt spor så vel som to National Rail-stationer:
- På Hammersmith & City / Circle / Metropolitan lines, mellem Euston Square (mod vest) og Farringdon (mod øst). De tre linjer deler de fælles spor i dette område.
- På Northern line er den på Bank-grenen, mellem Euston (mod nord) og Angel (mod syd).
- På Piccadilly line er den mellem Russell Square (mod sydvest) og Caledonian Road (mod nordøst).
- På Victoria line er den mellem Euston (mod syd) og Highbury & Islington (mod nord).
- King's Cross betjener langdistance-intercitytog på East Coast Main Line og regionale tog, hovedsageligt for pendlere.
- St. Pancras Station yder intercitybetjeninger på Midland Main Line, internationale og højhastighedspendlertog via High Speed 1 og pendlertog via Thameslink, og internationale tog opereret af Eurostar.

## Billethaller
Stationens underjordiske del gennemgik en omfattende ombygning for at kunne håndtere den øgede passagergennemstrømning, der kommer som konsekvens af High Speed 1. Den udvidede station har nu fire indgange og var færdiggjort i november 2009.
- Hovedbillethallen (nogle gange kaldet "Tube Ticket Hall") er foran King's Cross Station. Den er blevet udvidet og istandsat og skiltes som 'Euston Road' på vej ud fra perronerne.
- Pentonville Road-indgangen: denne var tidligere billethal for King's Cross Thameslink Station og har også direkte gangtunnel til Victoria og Piccadilly lines. Den blev overtaget af London Underground, da Thameslink-sporene lukkede. Indgangen er ikke åben i weekender og billetkontoret er helt lukket, hvilket kun efterlader billetautomater.
- Den vestlige billethal ligger under St Pancras Stations forplads op til Euston Road. Den giver adgang til St Pancras Station via St Pancras' kælder og åbnede den 28. maj 2006.
- Den nordlige billethal er beliggende vest for King's Cross Stations spor 8, under den nye hovedforhal. London Underground-billethallen og de tilhørende tilslutninger til de dybtliggende baner åbnede den 29. november 2009. Hallen ligger bekvemt i forhold til det foreslåede King's Cross Central-udviklingsprojekt, og har direkte forbindelse til den tværgående korridor på St Pancras fjerntogsstation og er skiltet som 'Regent's Canal' på vej ud fra perronerne.

## Historie
Den første Underground-station ved King's Cross åbnede som en del af den oprindelige del af Metropolitan Railway i 1863 og blev renoveret i 1868 og 1926. I 1941 åbnede nye perroner for cut-and-cover-banerne omkring 400 m mod vest, for at skabe bedre skiftemulighed mellem disse og de dybliggende linjer. Dele af resterne af den gamle station er i dag en del af den lukkede King's Cross Thameslink Station, der ikke har været benyttet siden 9. december 2007, hvor Thameslink-togene flyttede til St Pancras International. En af de oprindelige perroner kan stadig ses fra Underground-togene, der kører mellem den nuværende station og Farringdon.
Great Northern, Piccadilly and Brompton Railway (GNP&BR, nu en del af Piccadilly line)-spor åbnede sammen med resten af banen i december 1906, mens City & South London Railway (C&SLR, nu en del af Northern line) kom til stationen i maj 1907. Victoria line-sporene blev første gang benyttet den 1. december 1968, hvor banens anden etape åbnede. Rulletrapperne til Victoria line skærer gennem stedet, hvor Piccadilly line oprindeligt havde elevatore.
Den 18. november 1987 var stationen sted for den ødelæggende King's Cross-brand. Årsagen var en tændt tændstikke, der faldt ind i og satte ild til et rulletrappe-maskinrum, kombineret med et dengang ukendt brandfænomen, der forårsagede branden pludseligt og voldsomt eksploderede indtil stationen og dræbte 31 personer. Herefter blev brandsikkerhedsproceduren i The Underground strammet op, træningen af personale blev forbedret og trin af træ på rulletrapper blev erstattet med nogle i metal. Det eksisterende rygeforbud i London Underground-netværket blev ligeledes strammet op. På grund af de omfattende ødelæggelser fra branden tog det over et år at reparere og genåbne stationen. Northern line-perronerne og rulletrapperne fra billethallen til Piccadilly line forblev lukket indtil 5. marts 1989.
Den 7. juli 2005 døde 26 personer ved en eksplosion i et Piccadilly line-tog mellem King's Cross St. Pancras og Russell Square, som en del af det koordinerede bombeangreb i London.

## Forslag om fremtiden

### Crossrail 2
Siden 1991 har en rute for en potentiel Crossrail 2 (med stop på King's Cross St. Pancras) været sikret. Den foreslåede linjeføring skaber en anden direkte jernbaneforbindelse mellem King's Cross og Victoria udover den eksisterende Victoria line. Beliggenheden for hvilken som helst ny station på ruten vil afhænge af fritrumsprofilet i det endelige projekt. I den sikrede rute fra 2007 er de efterfølgende stationer Tottenham Court Road og Angel.

### York Road
I 2005 blev udfærdiget en økonomiundersøgelse, der undersøgte aspekterne ved genåbning af den udbenyttede York Road Station på Piccadilly line, for at betjene udviklingsområdet Kings Cross Central og for at frigøre King's Cross St Pancras for trængsel. York Road Station lukkede i 1932 og er placeret cirka 600 m nord for King's Cross St Pancras.

## Transportforbindelser
London buslinjer 10, 17, 30, 45, 46, 59, 63, 73, 91, 205, 214, 259, 390, 476 og natlinjerne N63, N73 og N91 betjener alle stationen.